# Leposoma baturitensis
Leposoma baturitensis är en ödleart som beskrevs av  Rodrigues och BORGES 1997. Leposoma baturitensis ingår i släktet Leposoma och familjen Gymnophthalmidae. Inga underarter finns listade i Catalogue of Life.